# Soldato Futuro
Soldato Futuro je italijanski sistem opreme za vojaka 21. stoletja.
Projekt Soldato Futuro je v Italiji stekel leta 1999 na zahtevo poveljnika združenega generalštaba italijanskih oboroženih sil. Že naslednje leto je program potrdil itlaijanski Parlament, ki je hkrati za štiriletni program iz proračuna odobril sredstva v višini 17 milijonov evrov. S tem projektom se je Italija pridružila Američanom, Britancem, Francozom, Nizozemcem, Južnoafričanom, Kanadčanom in Nemcem, ki so prav tako v istem času začeli razvijati svoje sisteme opreme za vojaka 21. stoletja.
Program je stekel v treh smereh, izdelovati pa naj bi začeli tri medsebojno kompatibilne bojne komplete; poveljniškega, strelskega ter grenadirskega.
Preizkušanje prototipov se je začelo aprila 2004, do konca leta 2005 pa naj bi dobavili prvih 1600 kompletov sistema, kar pa se do leta 2007 še ni zgodilo.

## Sistem zvez
Osnova sistema Soldato Futuro je uporaba visoko zmogljivega kompaktnega računalnika, velikosti škatlice za cigarete, na katerem se nahaja tudi na dotik občutljiv zaslon diagonale 102 mm. Računalnik je nameščen na levi podlahti, omogoča pa izmenjavo podatkov v obliki stisnejnih datotek, pa tudi grafične podatke o položaju pripadnikov posameznih oddelkov, GPS podatke, karto terena ipd. Zaslon za poveljniški komplet naj bi imel boljšo resolucijo, dijagonala pa naj bi znašala kar 203 mm. S tem bi poveljnikom omogočili boljso predstavo o bojišču.
Glasovna komunikacija poteka preko zelo kompakten žepni radijski oddajnik/sprejemnik z dometom okoli 1300 metrov, za projekt pa ga izdeluje podjetje Marconi-Selenia. Del opreme za komunikacijo je tudi komplet mikrofona in slušalk, ki jih izdeluje podjetje Larimart. Vsak tak komplet je opremljen tudi s fiziološkim senzorjem Galileo Avionica, ki spremlja zdravstveno stanje vsakega vojaka in je ob vsakem trenutku na voljo poveljniku oddelka in višjemu poveljstvu.

## Oborožitev in senzorji
Osnovna jurišna puška sistema je posodobljena puška Beretta AR-70/90 z oznako Beretta AR-2001, ki je izdelana iz visoko odpornih polimerov in ima nastavljivo uvlečno kopito. Selektor ognja ima štiri položaje; zaklenjeno, posamezno, rafal, tristrelni rafal. Okvirji za standardni NATO naboj (5,56 x 45 mm) so prav tako izdelani po standardu NATO (STANAG 4179), kar pomeni, da se v tej puški lahko uporablja okvir večine standardnih NATOvih jurišnih pušk (M-16, H&K, ...) Na puško je za grenadirje nameščen tudi podcevni bombomet kalibra 40 mm.
V sklopu kompleta je tudi laserska namreilna naprava, ki jo napajajo Li-Ion baterije. Namerilna naprava mase okoli 1 kg se po potrebi lahko sname in uporabi samostojno kot klasični daljnogled, saj ima nad glavnim senzorjem nameščen tudi refleksni merek. Za natančnost bombometa skrbi samostojen namerični sistem Galileo Avionica GLFCS, ki je nameščen na sprednji del bombometa in ima skupno maso okoli 250 gramov. Uporaba sistema poteka preko laserskega daljinomera, ki izmeri razdaljo do tarče, balistični računalnik pa izračuna potrebni kot za izstrelitev granate. Vse podatke računalnik pošlje v glavno namerilno napravo, preko katere vojak nameri in izstreli granato.
Sistem za opazovanje bojišča za poveljnike je prav tako izdelek podjetja Galileo Avionica in ima oznako Galileo Avionica UAB. To je v osnovi dnevno-nočni daljnogled s toplotnim senzorjem brez sistema za hlajenje. S tem so pri Galileu zmanjšali skupne mere in ceno izdelka. Sistem lahko na razdalji 1 kilometer zazna objekte do velikosti človeka, na 2 km pa objekte velikosti bojnih vozil.

## Zaščita
Za sistem zaščite je pri projektu odgovorno podjetje Sistemi Compositi. V sistem je vključena univerzalna čelada iz kevlarja z zadnjo generacijo aramidnih vlaken. Oblika čelade je prilagojena uporabi sistema zvez, na prednji strani pa je nameščen nosilec za različne opazovalno-namerilne sisteme. Za zaščito oči je v sistemu vključena uporaba posebnih očal s filtri za zaščito pred laserskimi žarki. Očala so izdelana tako, da zadržijo manjše delce in šibreno strelivo.
Osnovni zaščitni jopič predstavlja zaščito pred hladnim orožjem, zaustavi pa tudi pištolsko strelivo do kalibra 9 x 19 mm Parabellum. Na voljo so tudi zaščitni jopiči višjih kategorij, izdelani na osnovi kevlarja ali keramike. Jopiči najvišje zaščitne stopnje lahko zadržijo strelivo do kalibra 7,62 x 54R, tudi če ima naboj podkalibrsko ali prebojno zrno.
Uniforma je izdelana v različnih maskirnih shemah, vlakna iz katerih je izdelana pa so namočena v tekoče aktivno oglje, kar jim da visoko RKBO zaščito in nizek IR profil. Srajca in površnik sta izdelana tako, da se na niju varno pritrdi vse žice opreme, na njih pa je dovolj manjših žepov za rezervne akumulatorje.
Plinska maska je prav tako na novo razvita, za projekt pa jo izdeluje podjetje Aero-Secur. Filter maske je nameščen na licu, na sprednji strani pa je nameščena posebna slamica za dovajanje tekočine in hrane pod ekstremnimi pogoji.